# Winter Moscow Open
Il Winter Moscow Open è un torneo professionistico di tennis giocato su campi in cemento. Fa parte dell'ITF Men's Circuit e dell'ITF Women's Circuit. Si gioca annualmente a Mosca in Russia.

## Albo d'oro

### Singolare maschile
| Anno | Campione           | Finalista        | Punteggio                 |
| ---- | ------------------ | ---------------- | ------------------------- |
| 2012 | Andrej Kumancov    | Michail Birjukov | 6–4, 7–6(7–5)             |
| 2013 | Konstantin Kravčuk | Andis Juška      | 6–4, 5–7, 6–4             |
| 2014 | Anton Zaitsev      | Michal Schmid    | 4–6, 7–6(12–10), 7–6(7–4) |

### Doppio maschile
| Anno | Campioni                         | Finalisti                       | Punteggio        |
| ---- | -------------------------------- | ------------------------------- | ---------------- |
| 2012 | Andis Juška Deniss Pavlovs       | Sergej Betov Denis Macukevič    | 6–4, 7–6(7–3)    |
| 2013 | Andis Juška Konstantin Kravčuk   | Aljaksandr Bury Nikolai Fidirko | 6–4, 3–6, [10–6] |
| 2014 | Yaraslau Shyla Andrėj Vasileŭski | Anton Galkin Ilya Lebedev       | 7–5, 4–6, [10–8] |

### Singolare femminile
| Anno | Campionessa          | Finalista        | Punteggio     |
| ---- | -------------------- | ---------------- | ------------- |
| 2012 | Annika Beck          | Kirsten Flipkens | 6–1, 7–5      |
| 2013 | Maryna Zanevs'ka     | Sofia Shapatava  | 6–4, 7–6(7–5) |
| 2014 | Aljaksandra Sasnovič | Anett Kontaveit  | 6–3, 6–2      |

### Doppio femminile
| Anno | Campionesse                           | Finaliste                                 | Punteggio           |
| ---- | ------------------------------------- | ----------------------------------------- | ------------------- |
| 2012 | Oksana Kalašnikova Marta Sirotkina    | Tatiana Kotelnikova Lіdzіja Marozava      | 7–6(2), 4–6, [11–9] |
| 2013 | Margarita Gasparjan Polina Monova     | Valerija Solov'ëva Maryna Zanevs'ka       | 6–4, 2–6, [10–5]    |
| 2014 | Valentina Ivachnenko Kateryna Kozlova | Veronika Kudermetova Sviatlana Pirazhenka | 7–6(8–6), 6–4       |